# Klebriges Hornkraut
Das Klebrige Hornkraut (Cerastium dubium, Syn.: Dichodon viscidum), auch Drüsiges Hornkraut oder Klebriger Spaltzahn genannt , ist eine Pflanzenart aus der Gattung der Hornkräuter (Cerastium) innerhalb der Familie der Nelkengewächse (Caryophyllaceae).

## Beschreibung

### Vegetative Merkmale
Das Klebrige Hornkraut ist eine winterannuelle krautige Pflanze, die Wuchshöhen von 6 bis 30, selten 40 Zentimetern erreicht. Sie ist nicht rasenbildend. Alle Pflanzenteile sind weich, drüsig be haart. Die aufrechten oder aufsteigenden Stängel sind einfach oder von Grund an lang verzweigt.
Die Laubblätter sind 10 bis 30 Millimeter lang sowie 1 bis 2 Millimeter breit und stumpf. Die unteren sind spatelförmig und in den Blattstiel verschmälert. Die oberen sind sitzend, breit-linealisch sowie ganz oder zumindest am Rand drüsig bewimpert.

### Generative Merkmale
Die Blütezeit reicht von April bis Juni. Die Blüten stehen einzeln bis zu dritt endständig, oder zu mehreren in zunächst dichten, später lockeren Dichasien. Die Blütenstiele sind bis zu 8, selten bis zu 15 Zentimeter lang. Die Tragblätter sind krautig, besitzen keinen Hautrand und sind wie der Kelch flaumig, drüsig behaart.
Die zwittrige Blüte ist bei einem Durchmesser von etwa 9 Millimeter radiärsymmetrisch und fünfzählig mit doppelter Blütenhülle. Die Kelchblätter sind bei einer Länge von 4 bis 6 Millimetern länglich bis eiförmig bis lanzettlich mit stumpfem oberen Ende und besitzen einen schmalen Hautrand. Die Kronblätter sind 1 1/3 bis 1 2/3 so lang wie die Kelchblätter, sie sind zweispaltig und weiß. Es gibt drei Griffel.
Die Fruchtstiele sind aufrecht. Die Kapselfrüchte sind 8 bis 12 Millimeter lang, dabei bis doppelt so lang wie der Kelch und länglich-eiförmig bis -walzenförmig. Die Samen sind 0,5 bis 0,6 Millimeter breit, bekörnelt und blass-braun.
Die Chromosomenzahl beträgt 2n = 38.

## Ökologie
Anscheinend müssen die Samen im Herbst lange Zeit unter Wasser liegen, um zur Keimung zu gelangen.

## Vorkommen
Das Verbreitungsgebiet des Klebrigen Hornkrauts umfasst die submeridionalen bis gemäßigten Gebiete des subkontinentalen Eurasiens. Es ist von Spanien bis Afghanistan verbreitet. In Europa gibt es Fundortangaben für Spanien, Frankreich, Italien, Deutschland, Polen, Österreich, Tschechien, Ungarn, Kroatien, Serbien, Rumänien, Albanien, Bulgarien, Nordmazedonien, Griechenland, Bulgarien, in der Türkei und die Krim. In Mitteleuropa ist das Klebrige Hornkraut indigen. In Deutschland kommt das Klebrige Hornkraut in Baden-Württemberg, Bayern, Brandenburg, Berlin, Hessen, Niedersachsen, Bremen, Rheinland-Pfalz, Sachsen und Sachsen-Anhalt und gilt bundesweit als „gefährdet“, ist jedoch „nicht geschützt“. In Österreich ist das Klebrige Hornkraut „stark gefährdet“ und kommt nur im pannonischen Gebiet vor (Burgenland, Niederösterreich, in Steiermark unbeständig, in Wien „ausgestorben“). In der Schweiz ist das Klebrige Hornkraut ein Neophyt.
Die Standorte sind Ufer, Wege und sandige, feuchte Wiesen. Das Klebrige Hornkraut wächst meist auf nassen, oder zeitweise überfluteten, nährstoffreichen sandigen oder reinen Schlick- und Tonböden. Oft wächst es auch auf salzhaltigen Böden. Ihr Vorkommen ist auf die colline Höhenstufe beschränkt. Cerastium dubium ist eine Charakterart der Assoziation des Poo-Cerastietum dubii (Agropyro-Rumicion). Die ökologischen Zeigerwerte nach Landolt et al. 2010 sind in der Schweiz: Feuchtezahl F = 4+w+ (nass aber stark wechselnd), Lichtzahl L = 3 (halbschattig), Reaktionszahl R = 4 (neutral bis basisch), Temperaturzahl T = 5 (sehr warm-kollin), Nährstoffzahl N = 3 (mäßig nährstoffarm bis mäßig nährstoffreich), Kontinentalitätszahl K = 3 (subozeanisch bis subkontinental).
Seit 1966 ist Cerastium dubium auch aus Nordamerika bekannt, wo sie zuerst im Bundesstaat Washington gefunden wurde, sich aber inzwischen rasch als „Unkraut“ auf Kulturland auch im Osten der Vereinigten Staaten verbreitet hat.

## Taxonomie
Die Erstbeschreibung erfolgte 1812 unter dem Namen (Basionym) Stellaria dubia durch Toussaint Bastard im Essai sur la Flore du Département de Maine et Loire, Suppl. 24. Die Neukombination zu Cerastium dubium (Bast.) Guépin wurde 1838 durch Jean Pierre Guépin in Essai sur la Flore du Département de Maine et Loire, 2. Auflage, 1, S. 267 veröffentlicht. Weitere Synonyme für Cerastium dubium (Bast.) Guépin sind Stellaria anomala Rchb., Cerastium anomalum Waldst. & Kit. 1799 nom. illeg. non Schrank 1795, Cerastium anomalum Willd. und Dichodon viscidum (M.Bieb.) Holub.

## Bilder

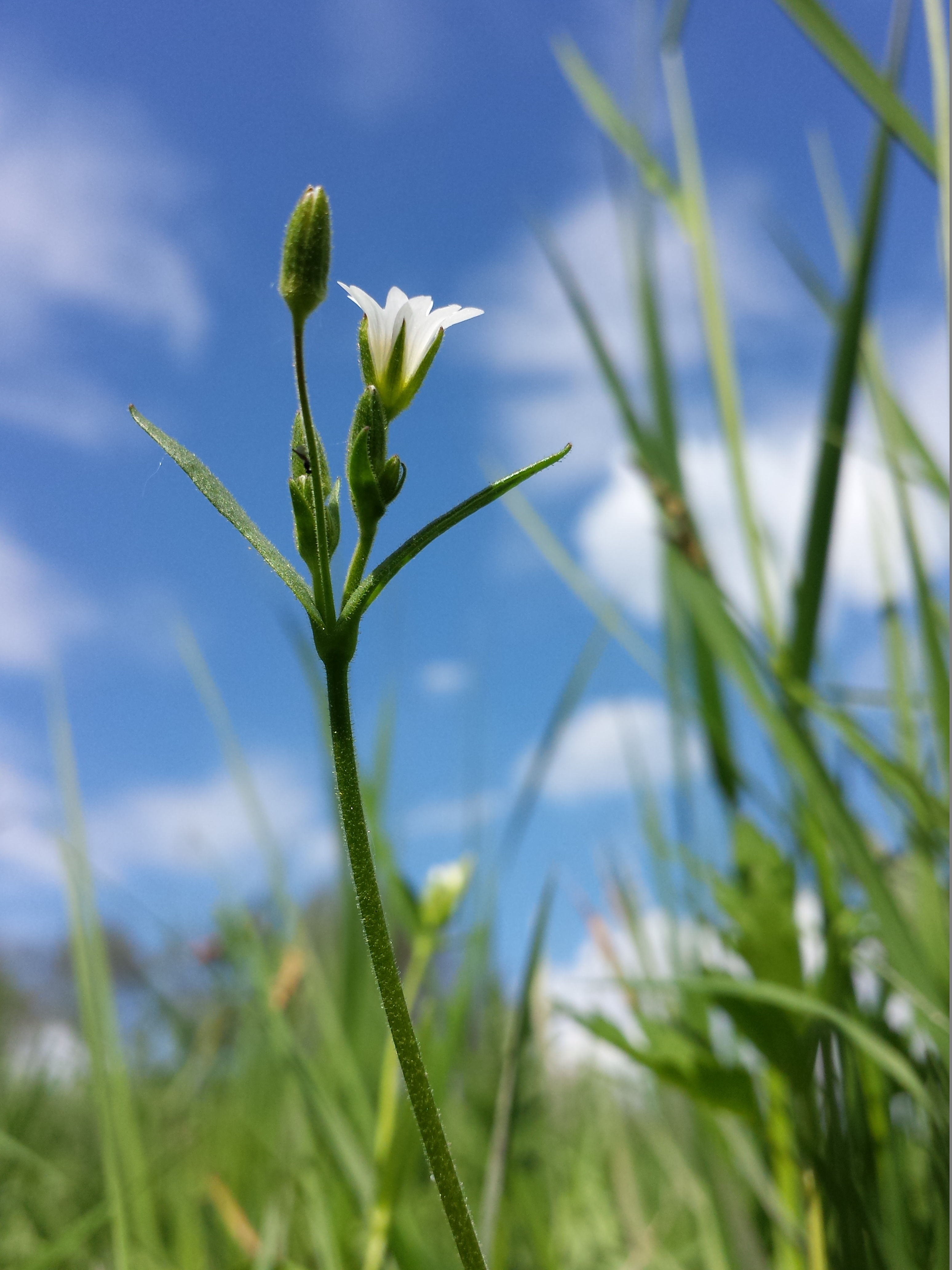
Habitus
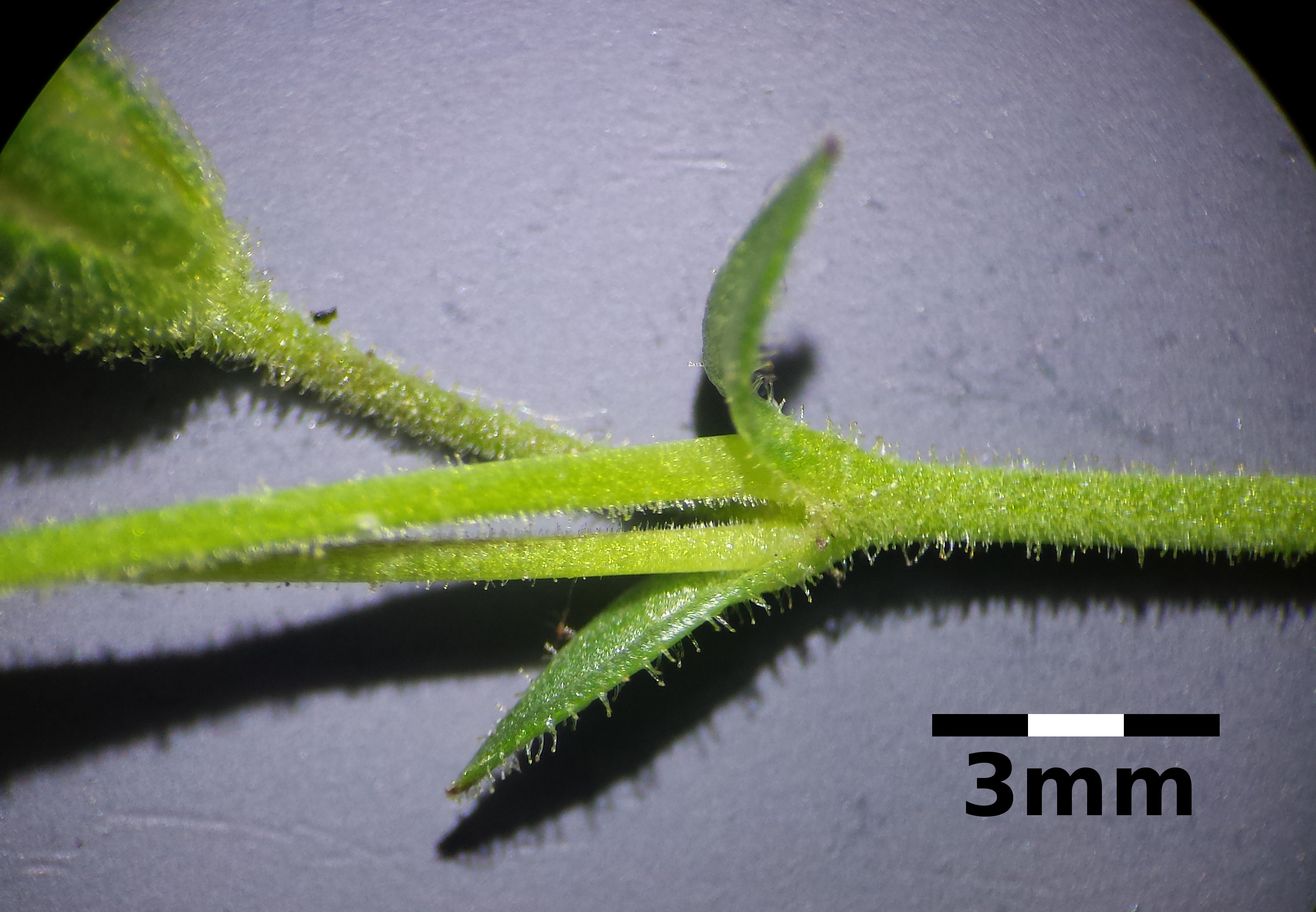
Stängel mit drüsigen Hochblättern
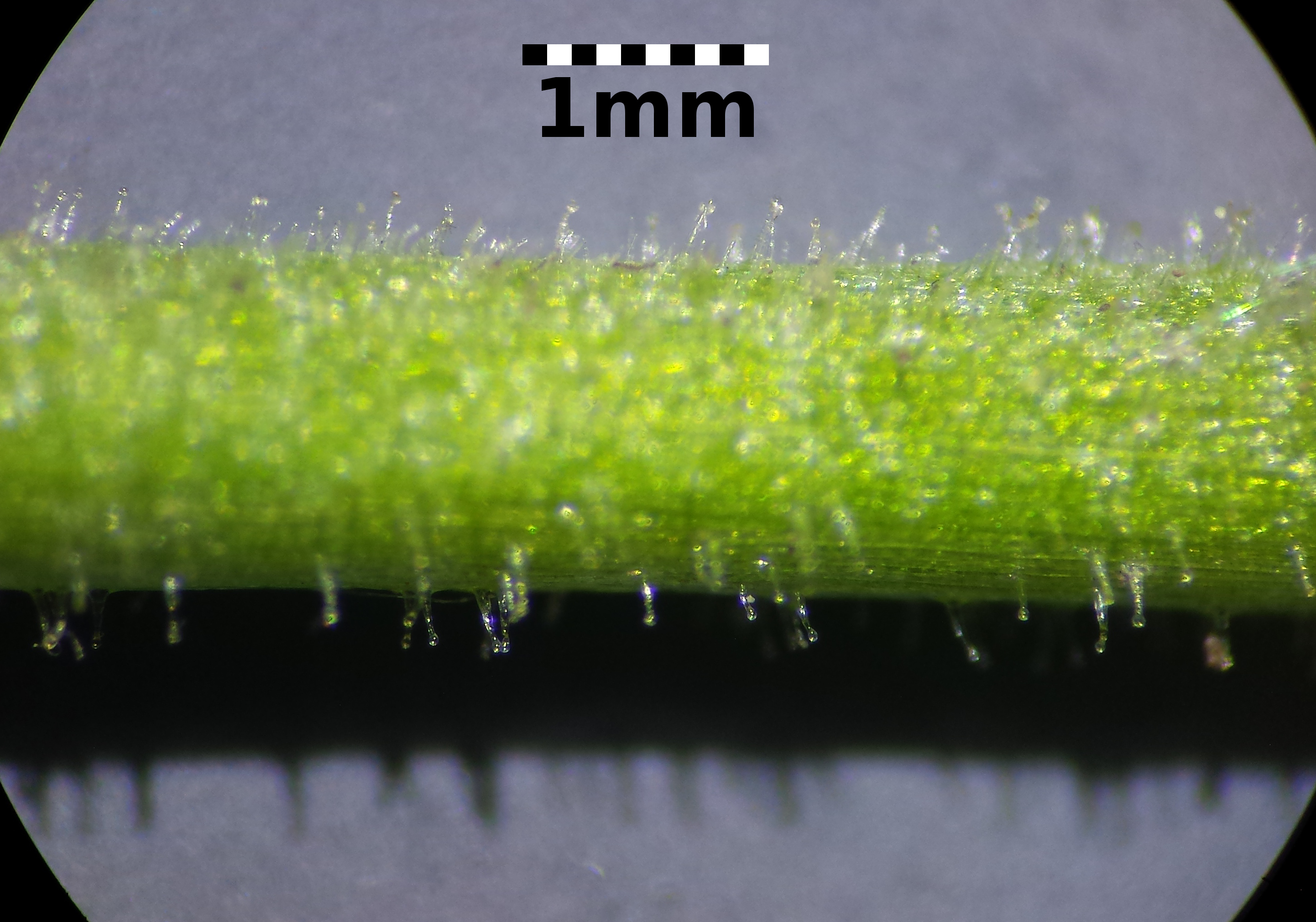
Stängel mit kurzen, teils drüsigen Haaren
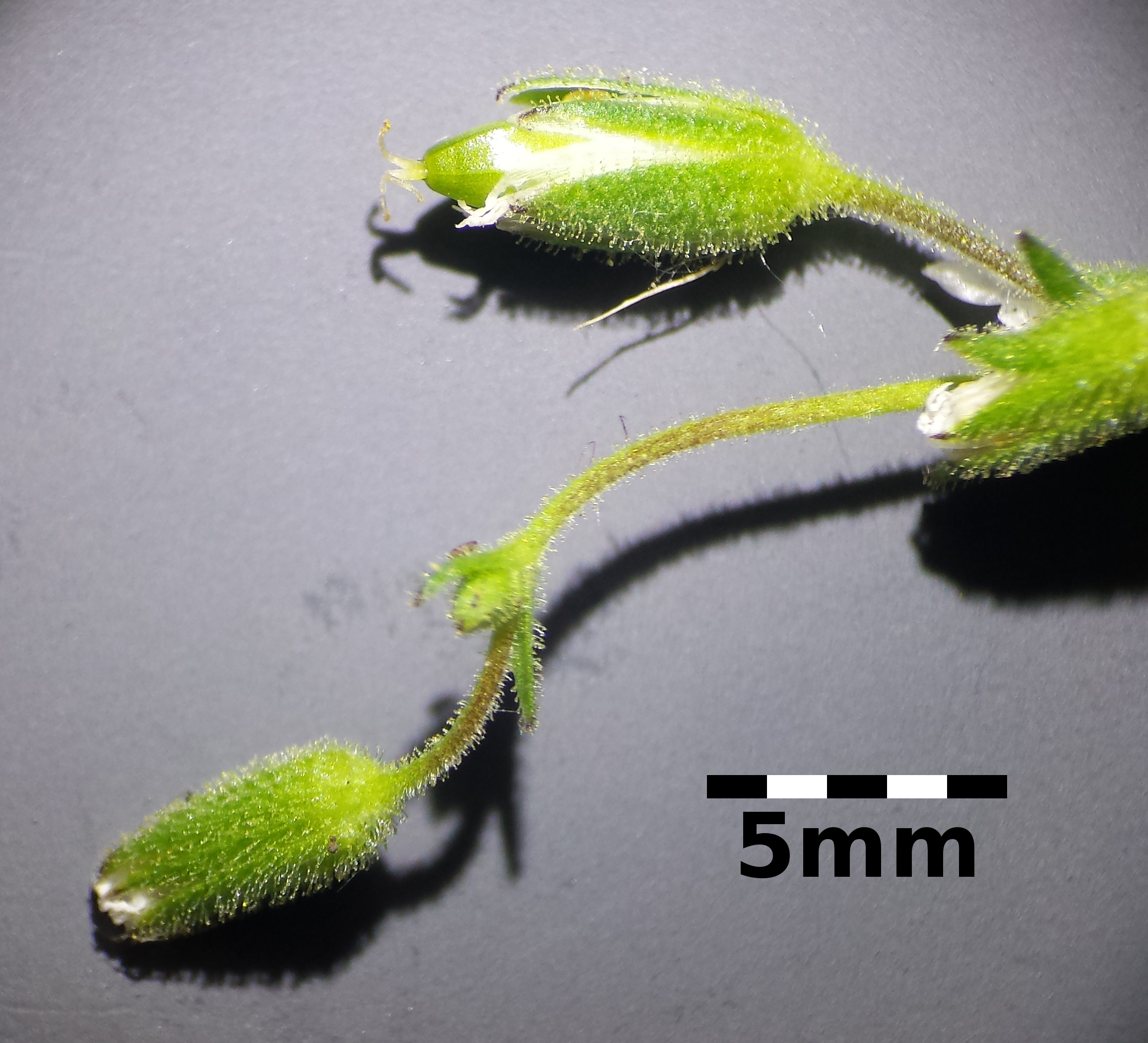
Blütenstand, die Kelchblätter sind drüsig behaart
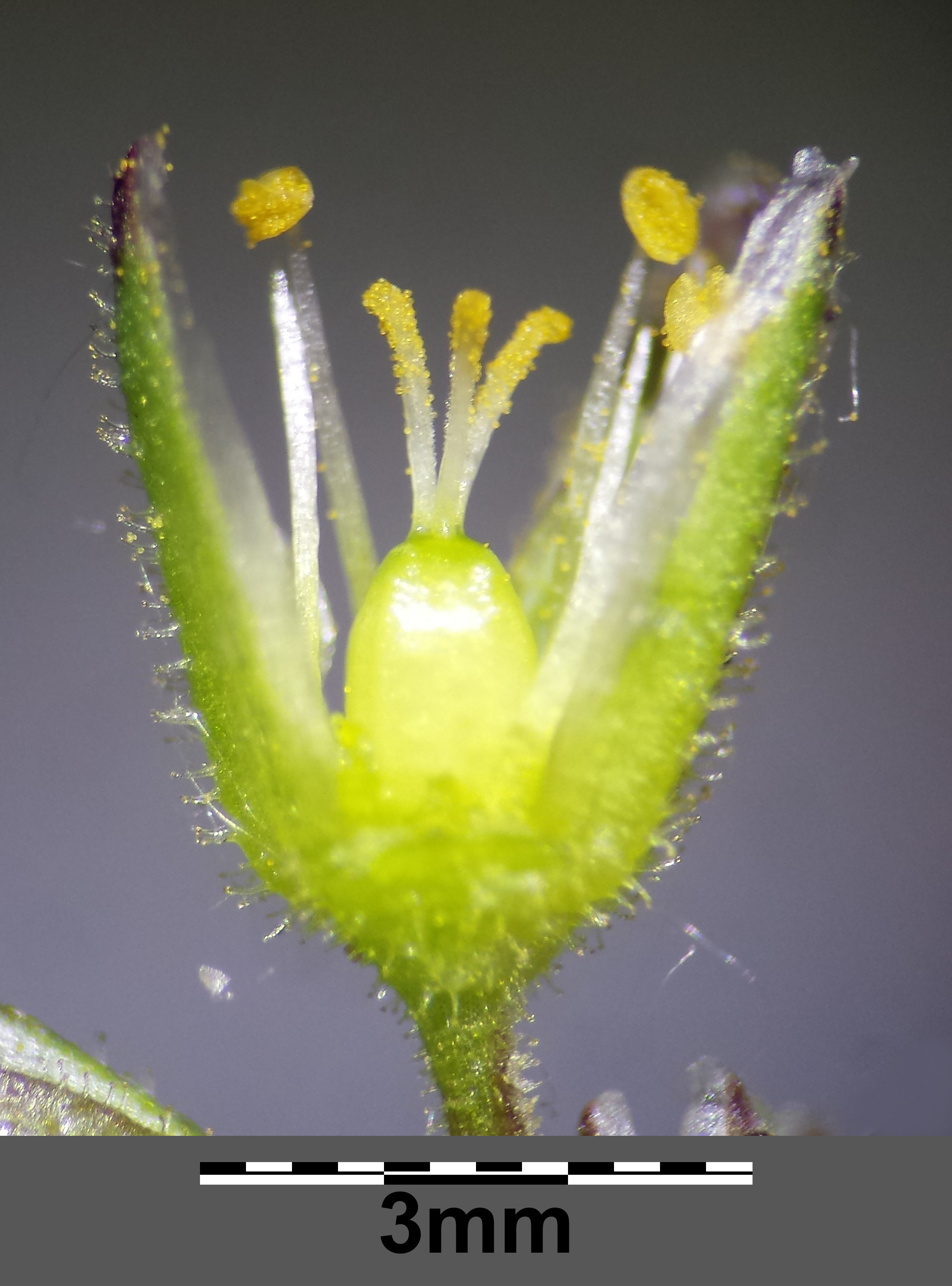
Blüte geöffnet, Fruchtknoten mit drei Griffeln
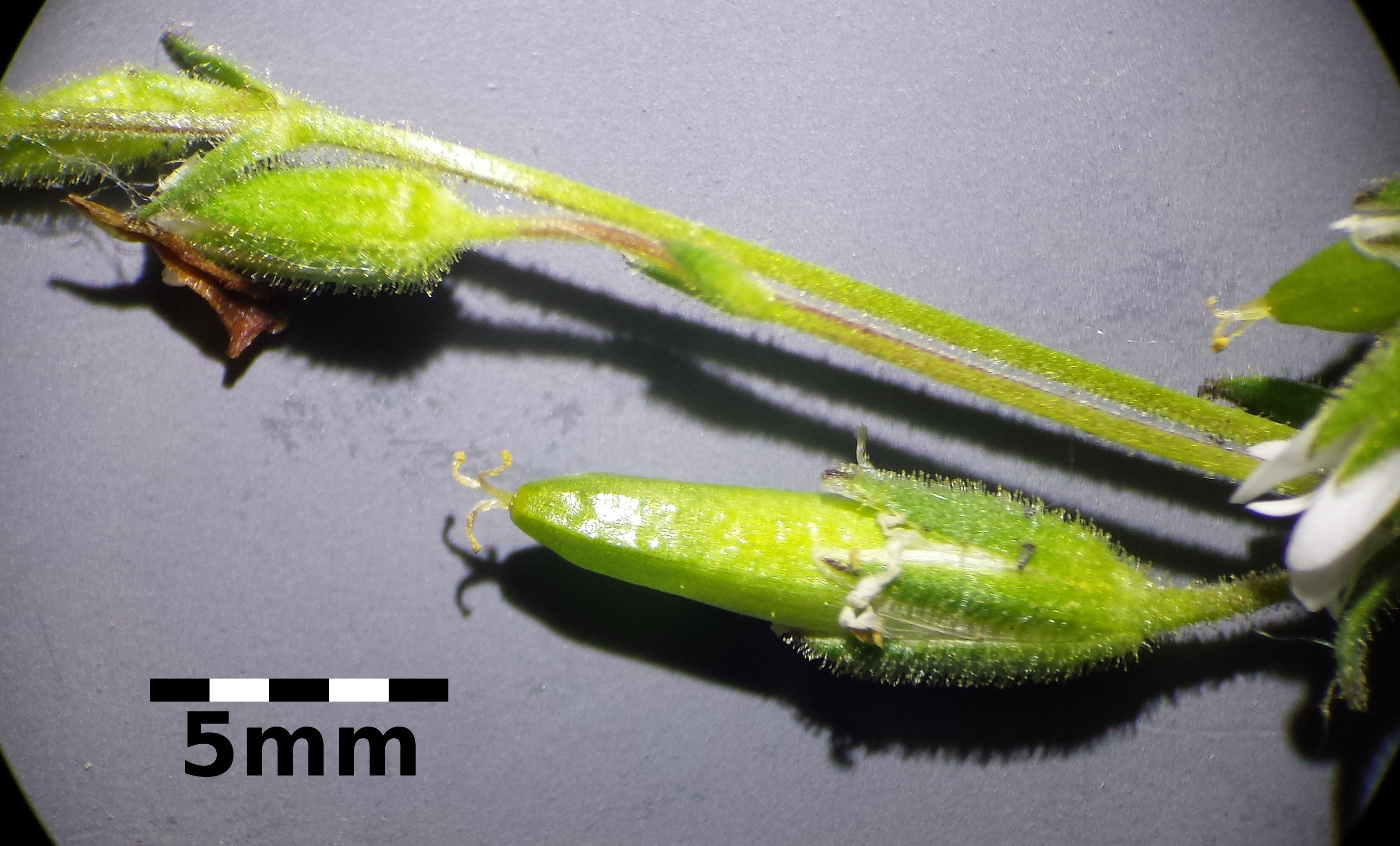
Frucht mit drei Griffeln
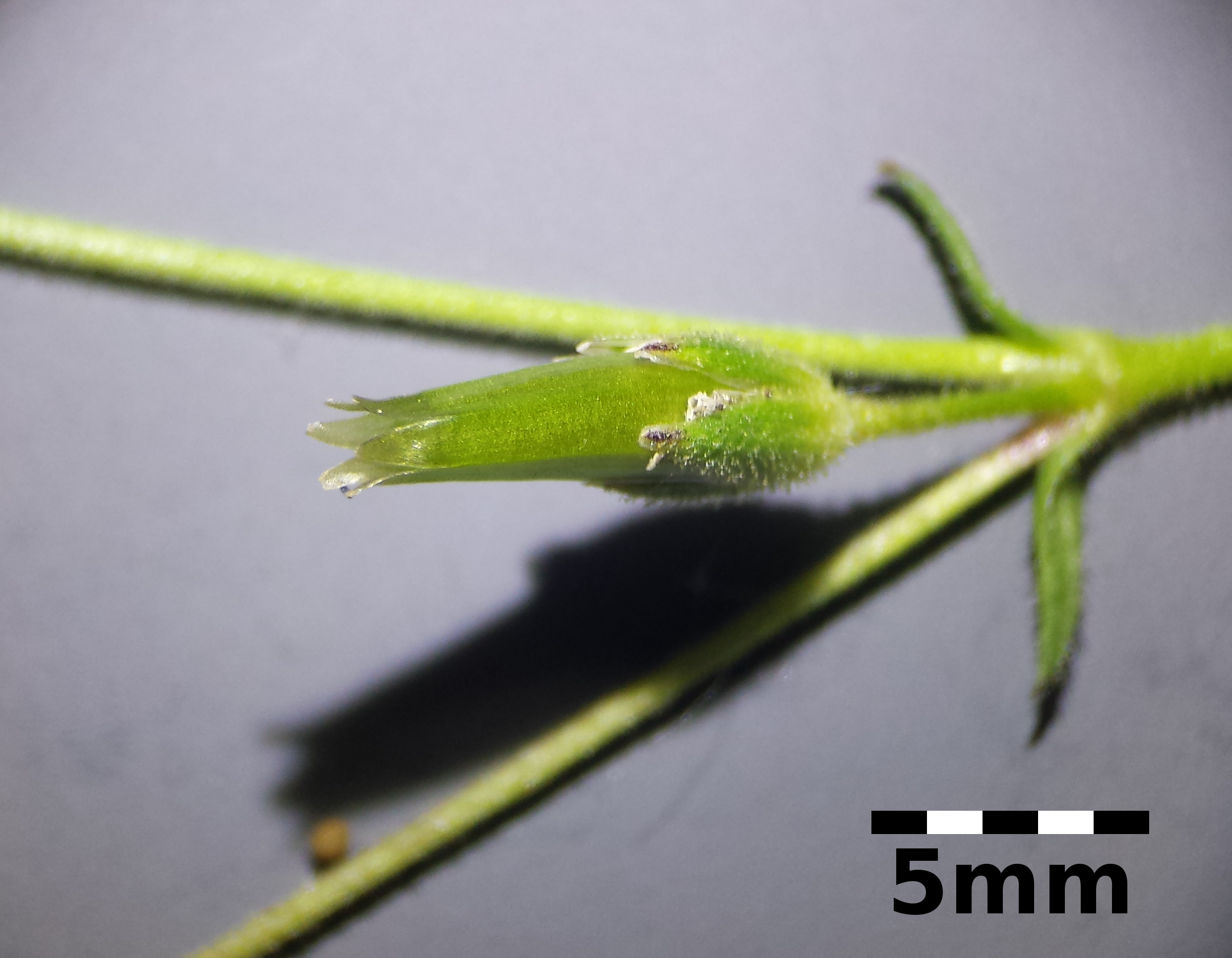
Geöffnete Frucht mit sechs Zähnen
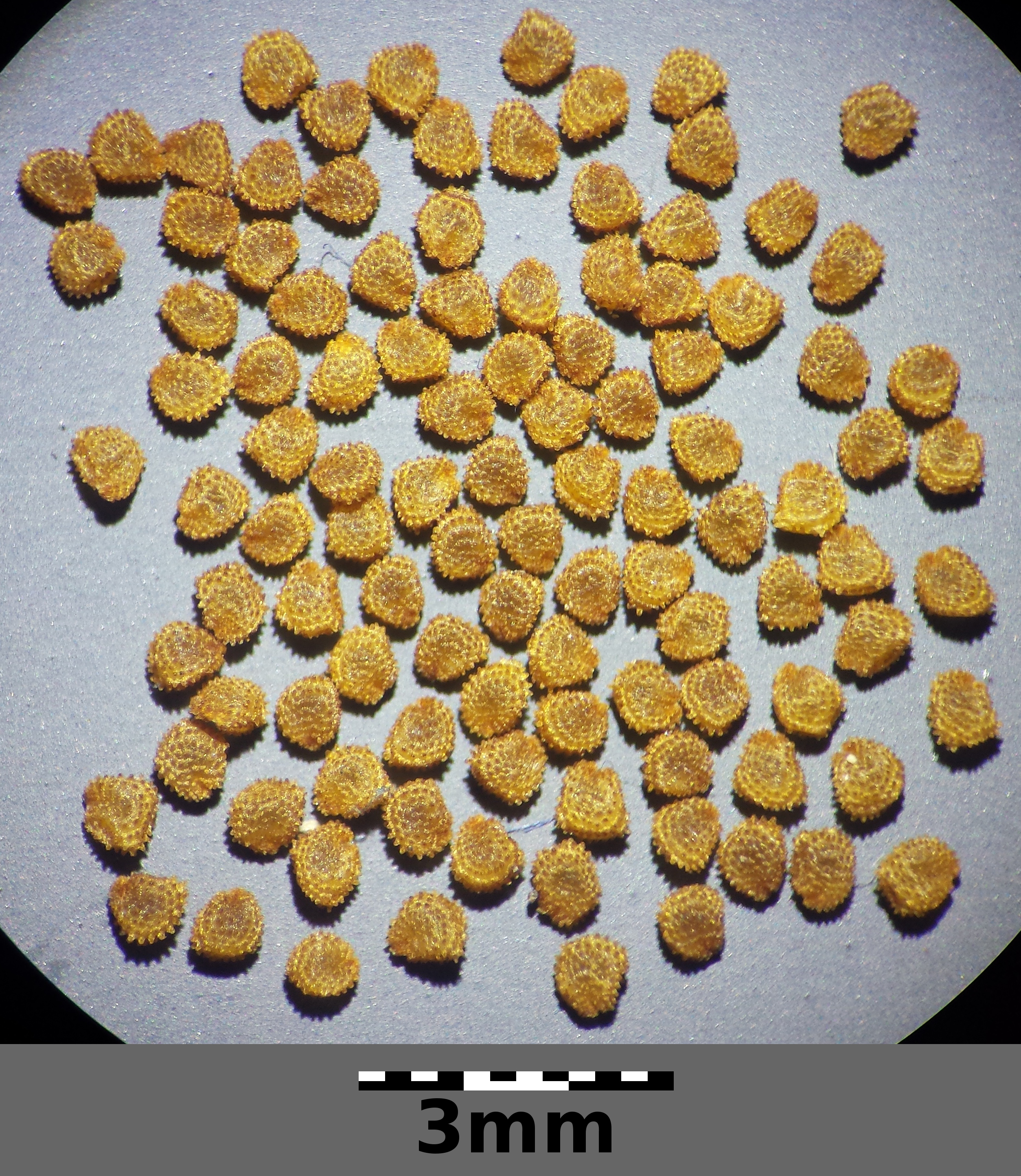
Samen